# Паккард, Дэвид Вудли
Доктор Дэвид Вудли Паккард (англ. David Woodley Packard; род. 1940) — американский лингвист и меценат, бывший профессор.
Сын одного из основателей компании Hewlett-Packard, Д. Паккарда. В 1960-е годы учился в Гарвардском университете, где специализировался в компьютерной лингвистике под руководством Сусуму Куно. В 1987—1999 годах — член правления компании Hewlett-Packard, активный противник её слияния с компанией Compaq.
Известен как активный меценат, финансирующий классические исследования, в особенности связанные с применением компьютерных методов. Автор фундаментального труда по морфологии минойского языка на материале надписей Линейного письма А. В настоящее время — профессор Гуманитарного института Паккарда (en:Packard Humanities Institute).
Согласно сообщениям прессы 2006 года, в 1997 году Паккард, совместно с фондом Дэвида и Люсиль Паккард (en:David and Lucile Packard Foundation), участвовал в приобретении бывшего здания en:Mount Pony для Библиотеки Конгресса США для размещения там Национального центра хранения аудио- и видеоматериалов (en:National Audio-Visual Conservation Center). Также в настоящее время Паккард управляет деятельностью Стэнфордского театра (en:Stanford Theatre) в Пало-Альто (Калифорния).

## Сочинения
- (1967) A Study of the Minoan Linear A Tablets (unpublished doctoral dissertation, Harvard University)
- (1968) Contextual and Statistical Analysis of Linear A // Atti e memorie der primo congresso internazionale di Micenologia 1, pp. 389—394. Rome.
- (1971) Computer Techniques in the Study of the Minoan Linear Script A // Kadmos 10:52-59.
- (1974) Minoan Linear A. University of California Press. ISBN 0-520-02580-6.